# Briggsiopsis delavayi
Briggsiopsis delavayi ist die einzige Art der monotypischen Pflanzengattung Briggsiopsis in der Familie der Gesneriengewächse (Gesneriaceae).

## Beschreibung

### Erscheinungsbild und Blatt
Briggsiopsis delavayi wächst lithophytisch als immergrüne ausdauernde, krautige Pflanze. Sie bildet Rhizome aus. Der einfache Stängel ist höchstens 4 Zentimeter lang oder kaum erkennbar.
Die wenigen Laubblätter sind grundständig oder im oberen Bereich des Stängels konzentriert angeordnet und in Blattstiel sowie Blattspreite gegliedert. Der grau anliegend, zottig behaarte (Trichom) Blattstiel ist 2,5 bis 14 Zentimeter lang. Die einfache, auf beiden Seiten grau zottig behaarte (Indument) Blattspreite ist bei einer Länge von 4 bis 12 Zentimetern sowie einer Breite von 3,2 bis 7,5 Zentimetern eiförmig bis fast kreisförmig mit gerundeter bis herzförmiger Spreitenbasis und gerundetem oberen Ende. Der Blattrand ist glatt oder wellig.

### Blütenstand und Blüte
Die Blütezeit liegt in China im August. Der seitenständige, 6 bis 12 Zentimeter lange Blütenstandsschaft ist grau zottig behaart. Im zymösen Blütenstand befinden sich meist sich locker angeordnet nur ein bis drei Blüten. Die zwei gegenständigen Tragblätter sind bei einer Länge von 3 bis 6 Millimetern linealisch bis lanzettlich. Die fein flaumig behaarten Deckblatt sind linealisch. Der Blütenstiel ist fein flaumig behaart.
Die zwittrigen Blüten sind fünfzählig mit doppelter Blütenhülle. Die fünf gleichen, bei einer Länge von 5 bis 13 Zentimetern sowie einer Breite von 1 bis 2 Zentimetern linealischen bis lanzettlichen Kelchblätter sind nur an ihrer Basis zu einem radiärsymmetrischen Kelch verwachsen und außen grau zottig behaart. Die fünf weißen, außen weiß zottig behaarten, innen kahlen und purpurfarben gestreiften, 4 bis 4,5 Zentimeter langen Kronblätter sind zu einer Kronröhre verwachsen und mit einer Länge von 2,5 bis 3,5 Zentimetern sowie einem Durchmesser von 1,2 bis 1,5 Zentimetern viel länger als der Kronsaum. Die Kronröhre ist in Richtung des Kronsaum etwas nach unten gebogen. Die zygomorphe, trichterförmige Blütenkrone ist zweilippig. Die fünf Oberlippe ist etwa 7 Millimeter lang und endet in zwei Kronlappen. Die Unterlippe ist 1,1 Zentimeter und endet in drei etwas ungleichen Kronlappen sind bei einer Länge von 4 bis 5 Millimetern fast kreisförmig mit gerundeten oberen Enden. Es sind zwei ungleiche Paare fertiler Staubblätter vorhanden; sie überragen die Kronröhre nicht. Das obere Paar Staubblätter ist etwa 1 Zentimeter und das untere Paar etwa 1,3 Zentimeter lang. Die Staubfäden sind nahe der Mitte der Kronröhre inseriert. Die basifixen Staubbeutel sind am oberen Ende miteinander verbunden. Die fast parallelen Theken öffnen sich longitudinal. Das einzige Staminodium ist mit der adaxialen Seite im inneren der Kronröhre verwachsen und ist etwa 1,8 Millimeter lang. Nektar wird im ringförmigen Diskus, der tief fünflappig ist, produziert. und die Nektarien sind becherförmig. Der oberständige, zweikammerige Fruchtknoten ist länglich. Nur die obere Fruchtknotenkammer ist fertil mit Plazenta. Bei Briggsiopsis ist die Plazentation zentralwinkelständig. Der etwa 2,3 Zentimeter lange Stempel ist kahl. Der Griffel ist etwa 1,5 Zentimeter lang. Die Narbe besitzt zwei gleiche Narbenlappen, die verkehrt-eiförmig und ungeteilt sind.

### Frucht und Samen
Die schief auf dem Fruchtstiel stehende Kapselfrucht ist bei einer Länge von etwa 1,2 Zentimetern länglich und viel länger als der Kelch. Die Kapselfrucht öffnet sich bei Reife fachspaltig oder lokulizid mit zwei Fruchtklappen zu ihrer Basis hin; die beiden Fruchtklappen bleiben gerade und verdrehen sich nicht. Die sehr feinen Samen besitzen keine Anhängsel.

### Chromosomensatz
Chromosomenzahl beträgt 2n = 34.

## Vorkommen
Briggsiopsis delavayi kommt nur in den chinesischen Provinz Guizhou (nur im Kreis Xishui) im südlichen bis zentralen Sichuan sowie im nordöstlichen Yunnan (nur im Kreis Yanjin) vor.
Sie gedeiht an schattigen, feuchten Standorten in Wäldern, an Fließgewässern und auf Felsen in Bergregionen in Höhenlagen von 200 bis 1500 Metern.

## Systematik
Die Erstbeschreibung erfolgte 1899 unter dem Namen (Basionym) Didissandra delavayi durch Adrien René Franchet in Bulletin du Muséum d'Histoire Naturelle, Volume 5, Issue 5, Seite 250. Das Artepitheton delavayi ehrt den französischen Jesuit, Missionar, Entdecker und Botaniker Pierre Jean Marie Delavay (1834–1895), der im Kaiserreich China wirkte. Der Gattungsname Briggsiopsis ehrt den schottisch-britischen Botaniker Munro Briggs Scott (1889–1917).
Die Gattung Briggsiopsis wurde 1985  durch Kai Yu Pan, in Acta Phytotaxonomica Sinica, Volume 23, Issue 3, Seite 216 für die Art Briggsiopsis delavayi (Franch.) K.Y.Pan aufgestellt. Der botanische Gattungsname Briggsiopsis leitet sich aus dem Gattungsnamen Briggsia (auch eine Gattung der Gesneriaceae) und dem griechischen Suffix -όψις, -opsis für "sieht ähnlich aus" ab. Pan stellte für diese Art die neue Gattung auf, da nur das obere Fruchtblatt fertil und der Fruchtknoten zweikammerig ist, wobei die untere Fruchtknotenkammer klein und leer ist. Ansonsten sind die Blüten, denen von Briggsia ähnlich. Weitere Synonyme für Briggsiopsis delavayi (Franch.) K.Y.Pan sind: Didissandra beauverdiana H.Lév., Briggsia beauverdiana (H.Lév.) Craib, Briggsia delavayi (Franch.) W.Y.Chun.
Briggsiopsis delavayi ist die einzige Art der Gattung Briggsiopsis, die zur Tribus Didymocarpeae aus den Didymocarpoiden innerhalb der Familie Gesneriaceae gehört.

## Ergänzende Literatur
- Z. Y. Li, Y. Z. Wang: Plants of Gesneriaceae in China. Henan Science and Technology Publishing House, Zhengzhou, 2004, S. 1–721.